# Immanuel Wallerstein
Immanuel Maurice Wallerstein, ameriški sociolog, * 28. september 1930, New York, ZDA, † 31. avgust 2019.
Med letoma 1994 in 1998 je bil predsednik Mednarodnega sociološkega združenja. Poznan je predvsem po zagovarjanju modela svetovnega-sistema.